# Benrather Linie

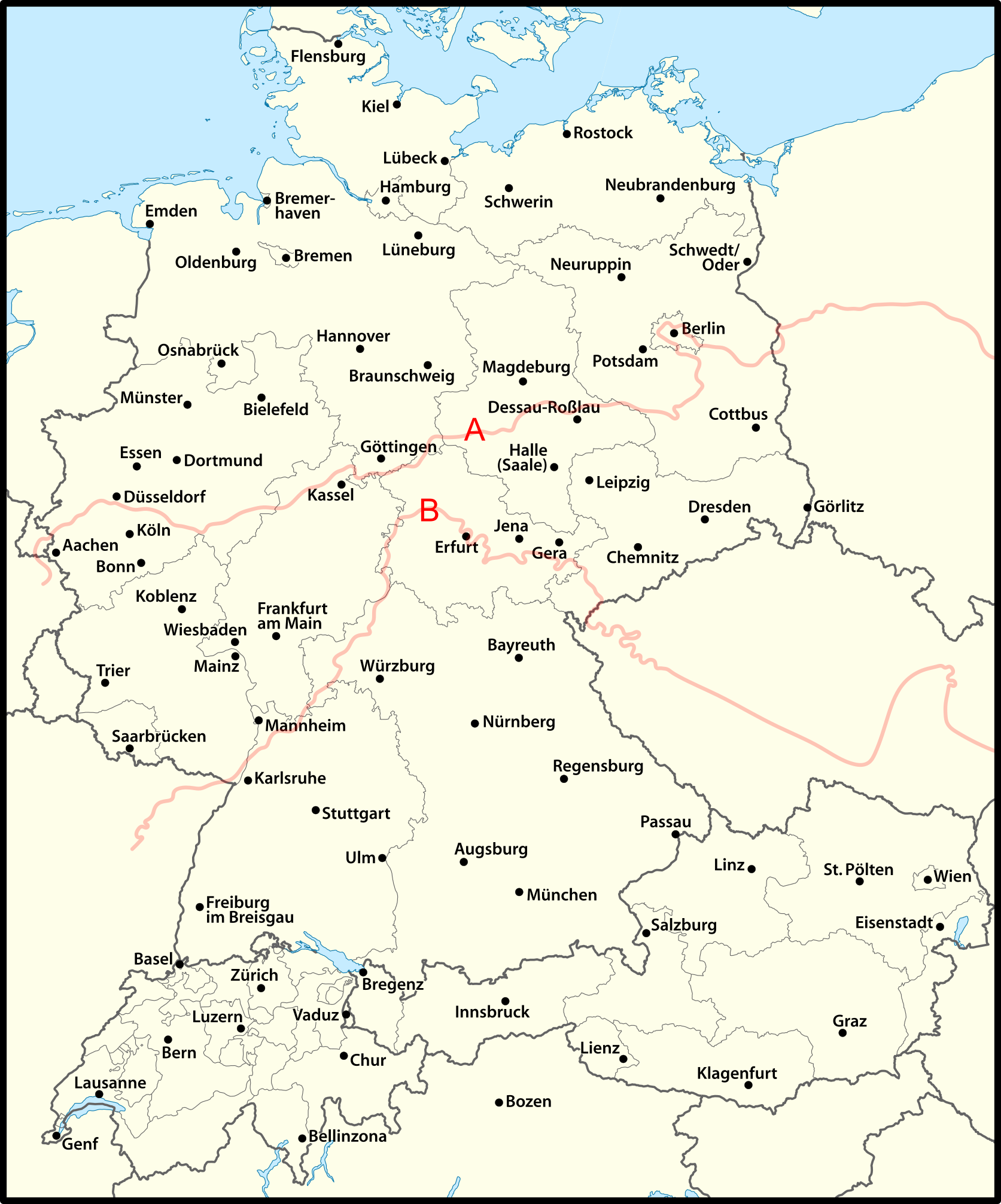
Einfache schematische Darstellung der Benrather (A) und der Speyerer Linie (B)
(Details: siehe Verlauf)

Die Begriffe Benrather Linie, Erftschranke oder auch maken/machen-Linie bezeichnen in der Germanistik jene Isoglosse innerhalb des kontinentalwestgermanischen Dialektkontinuums, welche Hochdeutsch (mittel- und oberdeutsche Dialekte) und Niederdeutsch sowie Niederfränkisch voneinander scheidet.
Diese Isoglosse markiert den nördlichen Bereich der sogenannten Zweiten Lautverschiebung und wird mit der Tenuisverschiebung k → ch in Verbindung gebracht. Sie beschreibt den Verlauf des nördlichen Verbs maken gegenüber dem südlicheren machen.
Ihren Namen erhielt diese Isoglosse 1877 durch Georg Wenker, der sie nach jenem Ort bei Düsseldorf benannte, in dessen Nähe sie den Rhein überschreitet, d. h. Benrath.
Mit der Uerdinger Linie besitzt die Benrather Linie eine jüngere nordwestliche Variante, mit der sie um die Rolle der „niederdeutsch-hochdeutschen Dialekt-Scheide“ konkurriert.
Seit dem Zweiten Weltkrieg ist die Benrather Linie vielerorts im Begriff sich aufzulösen oder nördlich zu verschieben: Die einstigen Niederdeutsch-Sprecher im nördlichen und mittleren Sachsen-Anhalt und südlichen Brandenburg sprechen inzwischen eine hochdeutsche Umgangssprache, die stark vom Sprachgebrauch der Städte Magdeburg, Halle (Saale) und Berlin beeinflusst ist. Daher sind diese Sprachregionen heute nicht mehr als Ostniederdeutsch, sondern als Ostmitteldeutsch zu klassifizieren, da in ihrem Bereich die Benrather Linie de facto durch Sprachwechsel aufgehoben ist.

## Art der Isoglosse
Die Benrather Linie stellt im Wesentlichen nicht nur eine einzelne Isoglosse, sondern vielmehr ein ganzes Isoglossenbündel dar. Dieses fußt auf der Tatsache, dass sie überwiegend mit dem Verlauf der ik/ich-, der tid/zeit-, der hebben/haben-, der dorp/dorf-, korf/korb-, up/uf- und der dat/das-Linie übereinstimmt und in ihrem östlichen Verlauf nur in Teilbereichen von ihnen abweicht.
Erst in Sachsen-Anhalt und Brandenburg trennen sich die ik/ich- und die hebben/haben-Linie deutlich von der Benrather Linie und weisen einen wesentlich südlicheren Verlauf auf.

## Rolle im Rheinischen Fächer
Die Benrather Linie stellt nicht nur eine einzelne Isoglosse, sondern vielmehr ein Isoglossenbündel dar. Im westlichen Bereich splittert sich die Benrather Linie in die obigen Isoglossen-Linien auf (Rheinischer Fächer), derweil sie im östlichen Bereich einen nahezu identischen Verlauf mit den im vorherigen Abschnitt genannten Isoglossen aufweist.
Demzufolge sieht die Mehrheit der Germanisten sie auch als Hauptscheidelinie zwischen mitteldeutschen und niederdeutschen sowie niederfränkischen Dialekten an.
Die in der Benrather Linie einmündende „Westfälische Linie“ (Einheitsplural-Linie) ist kein integraler Bestandteil des Rheinischen Fächers, da sie sich nicht aufgrund einer Lautverschiebung herausgebildet hat. Sie stellt lediglich die sprachliche Scheidelinie zwischen niederrheinisch/niederfränkischen und niederdeutsch/westfälischen Dialekte dar, die sich über Präsens-Pluralformen regelmäßiger Verben (mähen/mähet) unterscheiden.
Dennoch ist es in der Germanistik üblich geworden, auch sie in der Dialektkartographie aufzuführen, was zur Folge hat, dass die Westfälische Linie als nördlichste Isoglosse des Rheinischen Fächers erscheint und auch als solche bezeichnet wird.

## Verlauf

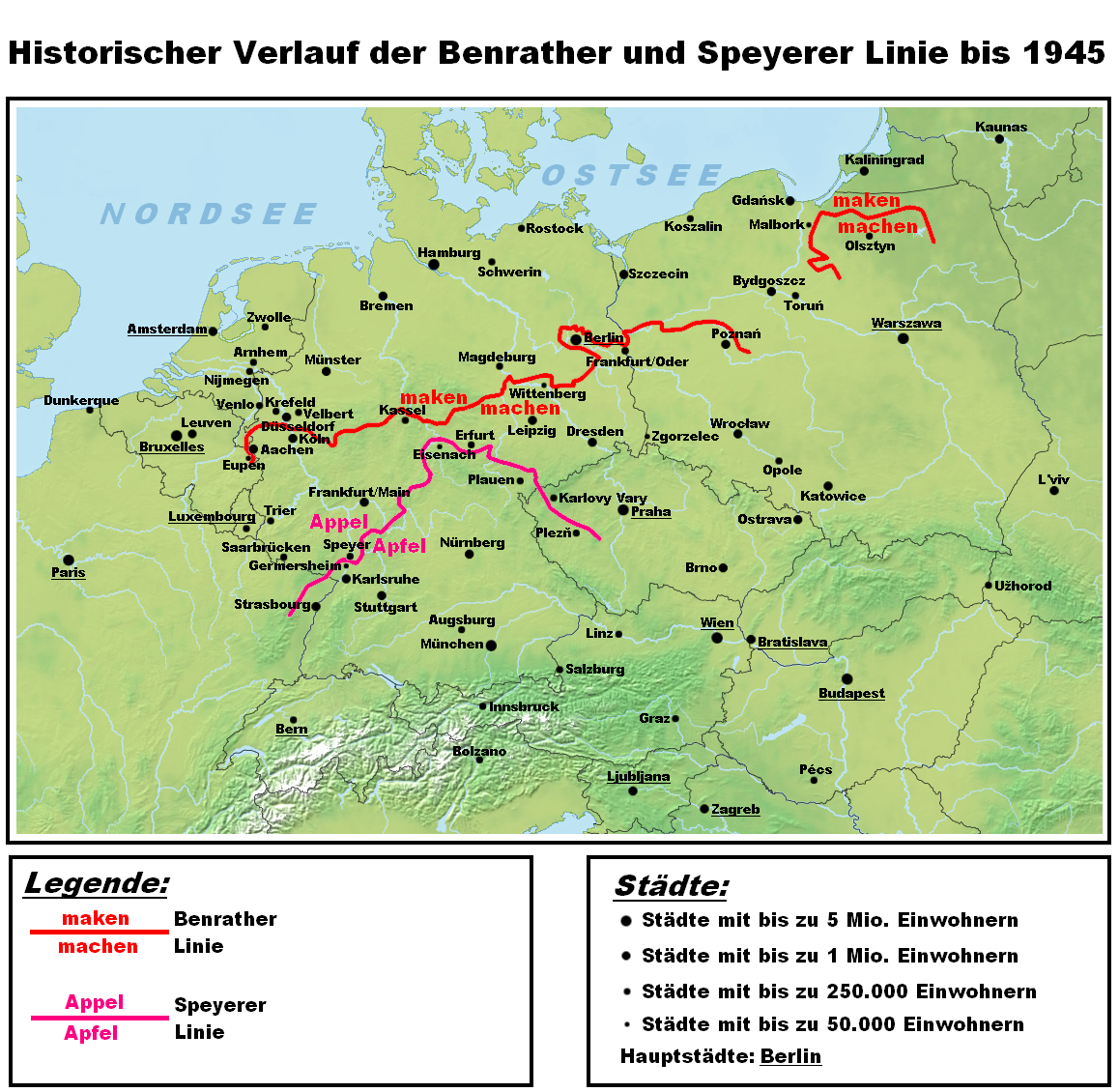
Die Benrather Linie

Die Benrather Linie nimmt ihren Anfang außerhalb Deutschlands: Sie beginnt südöstlich der belgischen Stadt Eupen und verläuft einen Halbbogen schlagend in nordöstlicher Richtung, wo sie bei Broekhuizen die niederländische Grenze überschreitet. Nördlich von Kerkrade, das sich damit im machen-Gebiet befindet, überschreitet die Benrather Linie nun die deutsche Grenze.
Auf deutschem Boden verläuft sie nun in östlicher Richtung entlang der Städtelinie Aachen – Hünshoven – Linnich – Odenkirchen – Neuss – Benrath – Merscheid (Solingen) – Burg an der Wupper – Gummersbach – Freudenberg (Siegerland) – Hilchenbach – Schmallenberg – Sachsenberg (Lichtenfels) – Sachsenhausen (Waldeck) – Zierenberg – Immenhausen – Hedemünden – Worbis.
Von dort aus verläuft diese Isoglosse in nordöstlicher Richtung, um bei Bad Sachsa wieder einen östlichen Verlauf einzunehmen. Ab dort folgt sie der Städtelinie Benneckenstein (Harz) – Ballenstedt – Aschersleben – Calbe (Saale) – Barby, wo die Benrather Linie nun auf die Elbe trifft.
Diesem Fluss folgt die Benrather Linie der Städtelinie Aken (Elbe) – Roßlau (Elbe). Westlich der Stadt verlässt die Benrather Linie nun den Elbverlauf und folgt nun der Städtelinie Zahna – Seyda – Dahme/Mark – Märkisch Buchholz – Königs Wusterhausen.
Von dort aus nimmt die Isoglosse einen weitläufigen Bogen um Berlin mit den Stadtteilen Köpenick, Charlottenburg und Spandau als westliche Grenzorte. Östlich von Berlin folgt die Isoglosse der Städtelinie Fürstenwalde/Spree – Frankfurt (Oder), wo sie nun an der deutschen Ostgrenze endet.
Bis ins 16. Jahrhundert verlief die Benrather Linie viel weiter südlicher, sodass nicht nur das ehemalige Land Anhalt mit Dessau, Bernburg und Köthen, sondern auch Wittenberg, Halle (Saale), Merseburg und Mansfeld, aber auch ganz Berlin im niederdeutschen Dialektgebiet lagen.
Bis zur Vertreibung der Deutschen aus den ehemaligen Oder-Neiße-Gebieten setzte die Benrather Linie sich im heute polnischen Sprachraum fort und stieß bei Küstrin auf die Warthe, welcher sie in Richtung Landsberg an der Warthe folgte; südlich vom damaligen Obersitzko schlug die Isoglosse eine südliche Richtung ein, um östlich von Posen zu enden.
Im ehemaligen Ostpreußen stellte die Dialektgrenze zwischen Nieder- und Hochpreußisch die Fortsetzung der Linie dar: Sie begann dort südlich von Eylau und verlief in nordwestlicher Richtung bis kurz vor Marienwerder. Dort nahm sie einen nordöstlichen Verlauf und folgte der Städtelinie Christburg – Elbing und von dort in östlicher Richtung über Mühlhausen nach Mehlsack.
Ab diesem Bereich folgte ihr Verlauf in etwa der historischen Nordgrenze des Fürstbistums Ermland, um südöstlich von Rößel auszulaufen.